# Видиме: На телебаченні
Видиме: На телебаченні (англ. Visible: Out on Television) — документальний мінісеріал про представників LGBTQ+ на телебаченні, як на екрані, так і поза камерами. Режисер Раян Вайт всі 5 серій вийшли на Apple TV+ 14 лютого 2020 року.
Міні-серіал поєднує в собі архівні кадри та інтерв'ю з ЛГБТК людьми в телевізійній індустрії.

## Серії
- The Dark Ages
- Television as a Tool
- The Epidemic
- Breakthroughs
- The New Guard